# 日医工女子オープンゴルフトーナメント
日医工女子オープンゴルフトーナメント（にちいこうじょし - ）は、2010年から2014年までジェネリック医薬品などを製造する日医工の主催、日本女子プロゴルフ協会（JLPGA）の公認により、富山県富山市にある八尾（やつお）カントリークラブで毎年7月第1週に開催されていた女子プロゴルフトーナメントである。2014年実績、賞金総額6000万円、優勝賞金1080万円。
富山県でのツアー競技は1982年に高岡カントリー倶楽部で行われた日本女子プロゴルフ選手権大会以来28年ぶりであった。

## 大会の歴史
- 2008年にステップ・アップ・ツアーの「日医工カップ」としてスタート。2010年に主催者である日医工が創立45周年を迎えたのを機にJLPGAツアーに昇格した。
- 2011年度の第2回日医工女子オープンゴルフトーナメントは東日本大震災復興支援チャリティートーナメントとして開催された。
- しかし2015年はステップ・アップ・ツアーに再降格されることが同年12月17日に明らかになり[1]、その後継続して行われている。

## 歴代優勝者

### 日医工カップ
- 2008年： 黄アルム
- 2009年： 金井智子

### 日医工女子オープンゴルフトーナメント
※カッコ内は優勝スコア
- 2010年： 辛炫周（-8）
- 2011年： 上原彩子（-16）
- 2012年： 全美貞（-8）
- 2013年： ヤング・キム（-13）
- 2014年： ジョン・ヨンジュ（-17）

### 日医工女子オープン
- 2015年：小竹莉乃
- 2016年：池内絵梨藻
- 2017年：谷河枝里子
- 2018年：原英莉花
- 2019年：セキユウティン

## テレビ中継
- テレビ中継はフジテレビの制作で放送されており、開催地の地元局である富山テレビは、制作協力として参加していた。
  - 地上波中継は初日・2日目については富山テレビローカル、最終日はFNS系列全国ネットで中継。またBSフジ・フジテレビONEでは全ラウンドを中継していた。
  - なおフジテレビ、富山テレビ共に後援団体として参加している。